# Frostia brunnea
Frostia brunnea is een keversoort uit de familie soldaatjes (Cantharidae). De wetenschappelijke naam van de soort werd in 1984 gepubliceerd door Wittmer in Brancucci & Wittmer.